# Rákosnička mramorovaná
Rákosnička mramorovaná (Hyperolius marmoratus), známá také jako hyperolius mramorovaný, je žába z čeledi rákosničkovití (Hyperoliidae) a rodu Hyperolius. Tvoří část superdruhu Hyperolius viridiflavus, jehož jedinci se navzájem podobají a jejichž taxonomie je nejasná. Druh obývá savany v blízkosti vody v subsaharské Africe.
Jedná se o středně velký druh měřící až 4,3 cm, obě pohlaví jsou si podobná. Jeho zbarvení je variabilní a bylo popsáno více než čtrnáct barevných morfotypů. Samcům se vyvinul velký rezonanční měchýřek, kterým mohou zesilovat kvákání. Kvákají převážně přes noc, když sedí na vegetaci. Voláním odstrašují ostatní samce a lákají samice. Rozmnožování probíhá hlavně mezi říjnem a únorem, ale samci se mohou ozývat po celý rok. Samice naklade mezi 150 a 650 vajíčky ve shlucích po dvaceti. Z vajíček se za necelý týden vylíhnou pulci. Žáby se z nich stanou do dvou měsíců. Období sucha pak žába tráví skryta pod kameny nebo ve vybaveních domů. Teplému prostředí se druh přizpůsobil několika adaptacemi – dovede například schraňovat vodu v močovém měchýři, která se následně převede do kůže a vypaří se, nebo odrážet sluneční svit pomocí purinů v pokožce.
Podle Mezinárodního svazu ochrany přírody patří rákosnička mramorovaná mezi málo dotčené druhy.

## Taxonomie
Rákosnička mramorovaná patří do čeledi rákosničkovití (Hyperoliidae) a rodu Hyperolius. V něm tvoří část superdruhu Hyperolius viridiflavus, jehož členové se vyvíjeli alopatrickou speciací, to znamená z jednoho druhu, u kterého byly populace odděleny přírodními bariérami. Systematika je velmi zmatečná, protože se tyto savanové žáby se vyznačují vesměs stejnou morfologií, hlasem a ekologickými návyky, ale velmi různorodým zbarvením. Variabilita v rámci zbarvení je u těchto žab pravděpodobně větší než u jakéhokoli jiného obratlovce. K vyřešení taxonomie tak jsou nezbytné molekulárně-fylogenetické analýzy.
Z roku 2001 pochází výzkum mitochondriální DNA (Wieczorek et al.), ale do něj nebyly zařazeny všechny variace žab, proto bylo určeno nakonec deset druhů a postavení zbývajících forem zůstalo neznámé. Samotná nejasná systematika může ztěžovat ochranu jednotlivých druhů. Dánský herpetolog Arne Schiøtz v tomto případě navrhl jejich neujasněné vymezení vyřešit hodnocením celého superdruhu za jediný druh, čímž jsou všechny jeho formy jednoznačně pokryty. Tento článek popisuje Hyperolius marmoratus jako samostatný druh na základě Wieczorkových studií, stejně jako Mezinárodní svaz ochrany přírody. Studie z roku 2022 potvrdila druhový status H. marmoratus, v rámci něhož synonymizovala H. swynnertoni.
Odborným jménem je nazývána Hyperolius marmoratus, pod tímto názvem žábu vědecky popsal Ludwig Wilhelm Rapp v roce 1842. Českým synonymem je hyperolius mramorovaný.
Přestože se žáby rodu Hyperolius vyskytují pouze v savanách, jejich původ lze vystopovat v tropických deštných lesích. Ústup deštných pralesů a rozšiřování savan společně s vytvořením východoafrického riftu pak vedl k jejich rozrůznění.

## Výskyt
Rákosnička mramorovaná ve velkých počtech obývá subsaharskou Afriku. Areál výskytu se táhne od severní části Mosambiku přes východ států Malawi a Zimbabwe až do Svazijska a Jihoafrické republiky. Zde rákosnička obývá jižní pobřeží provincií Západní a Východní Kapsko a části provincií KwaZulu-Natal, Limpopo a Mpumalanga. V Jihoafrické republice je kvůli rychlému šíření mimo svůj původní rozsah považována za invazivní druh a v Západním Kapsku je řazena do 3. kategorie seznamu invazních druhů NEMBA. Areál výskytu rákosničky mramorované může být kvůli nejasnostem v systematice zaměněn s územími rozsahu jiných rákosniček.
Rákosnička mramorovaná obývá savany v okolí vodních zdrojů, například jezer nebo řek. Navykl si i lidské přítomnosti a lze jej najít například v zahradách. Hojně obývá nížinné oblasti, například v Jihoafrické republice či Svazijsku, ale velké populace nejsou výjimečné ani ve vyšších nadmořských výškách. Rákosnička žije v oblastech až do 1 600 metrů nad mořem.

## Popis

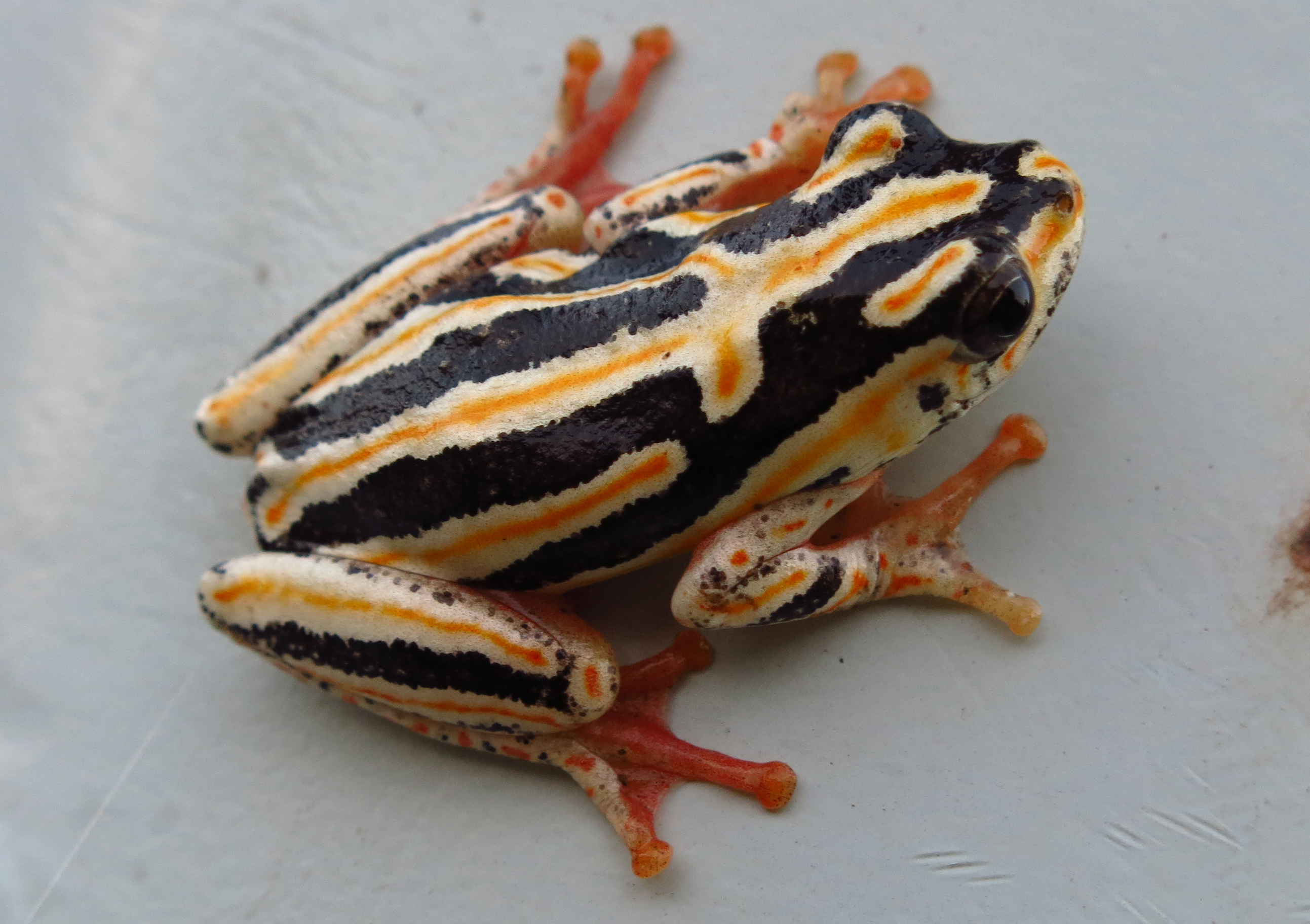
Rákosnička mramorovaná z Jihoafrické republiky

Rákosnička mramorovaná patří mezi středně velké rákosničky. Na konci prstů má přísavky pro lepší úchop, důležitý pro pohyb v travnatém porostu. Samci mohou dosahovat velikosti až 4,3 cm, přičemž u druhu není vyvinut výrazný pohlavní dimorfismus, obě pohlaví si jsou velikostně podobná. Hlava, zabírající asi třetinu těla, je opatřena zakřiveným čenichem. Samci všech rákosniček jsou vybaveni velkým rezonančním měchýřkem. Zornice rákosničky mramorované jsou orientovány horizontálně, jedná se o další typický znak pro superdruh. Kůže na nohou je tenká, díky čemuž může žába v teple získávat vodu z rosy. Další taktikou proti ztrátě vody je její zadržování v močovém měchýři, z něhož se následně převede do kůže a vypaří se, s výsledným ochlazením organismu. Žába rovněž může zbělat a následné bílé zbarvení pokožky lépe odráží sluneční světlo. Tuto vlastnost způsobují purinové pláty v pigmentových buňkách kůže, přičemž puriny žába získává z potravy.
U druhu se objevuje mnoho barevných variací, podle nichž se rákosničky mramorované někdy řadí do jednotlivých poddruhů. Celkem je známo minimálně čtrnáct barevných variant. Žáby, jejichž tělo se může ve zbarvení pohybovat od černé až po žlutou, jsou zdobeny různými barevnými pruhy nebo skvrnami (například světlá rákosnička se skvrnami hnědého zbarvení). Velmi četně se vyskytuje morfa zbarvená světle, s pruhy oranžového a černého zabarvení. Stehna rákosniček mají z vnitřní strany červenou barvu. I přes tyto různé barevné odchylky se mezi sebou všechny morfotypy rozmnožují, přičemž výsledné potomstvo je normálně plodné. Vzorování navíc vykazuje i rozdíly v rámci pohlaví a životního stádia. Takzvaná J fáze, charakteristická pro mladé jedince a mnoho dospělých samců, se vyznačuje hnědým až zeleným zbarvením se světlejším vzorováním; F fáze, charakteristická pro všechny samice a některé samce před prvním obdobím rozmnožování, se vyznačuje pestrým proměnlivým vzorem.

## Chování

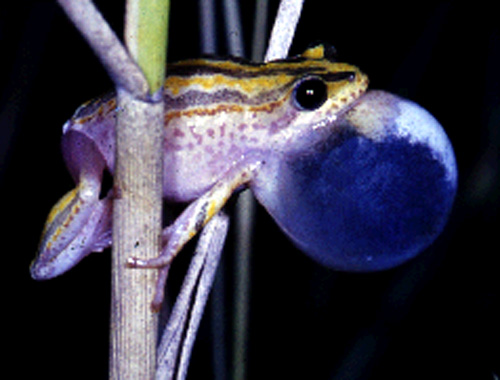
Samec rákosničky mramorované s nafouknutým rezonančním měchýřkem

Rákosnička mramorovaná je samotářský živočich, velikost území jednotlivých žab není známa. Mimo období páření nevyužívá k životu vodní prostředí. Aktivní je hlavně v noci a den tráví na vegetaci či ve stromoví. Samci se snaží samice přivábit kvákáním, kterým se ozývají od soumraku do půlnoci. Jejich aktivita však závisí na teplotě. V nížinách by měla přesahovat 16 °C, ve vyšších oblastech samci snášejí teplotu chladnější, pod 10 °C. Ke svým voláním většinou využívají místa u vodního toku (bahnička Eleocharis limosa, keře, plovoucí rostlinstvo), k nimž se pravidelně vrací. Jednotliví samci jsou od sebe při svých demonstracích vzdáleni asi 50 centimetrů. Jakmile jeden z nich překročí tuto hranici, mohou nastat tři možnosti: stáhne se buď vetřelec, původní samec, nebo dojde k boji. Při střetech, jež mohou trvat až 20 minut, se samci navzájem zaklesnou předníma nohama, přičemž zadníma kopou protivníka. Ve výsledném souboji vítězí ten samec, jenž dokáže přetlačit svého soka. Samotné opakované tóny o frekvenci 2,8 až 3,1 kHz, jimiž se samci ozývají, trvají jednu desetinu sekundy a zesiluje je rezonanční měchýřek. Samci vytvářejí dvě různá kvákání: jedním lákají samice a jiným odstrašují protivníky, přičemž odstrašující volání samice zajímá méně než volání první. Žáby pak spolu navzájem mohou komunikovat také pomocí pachových stop nebo doteků.

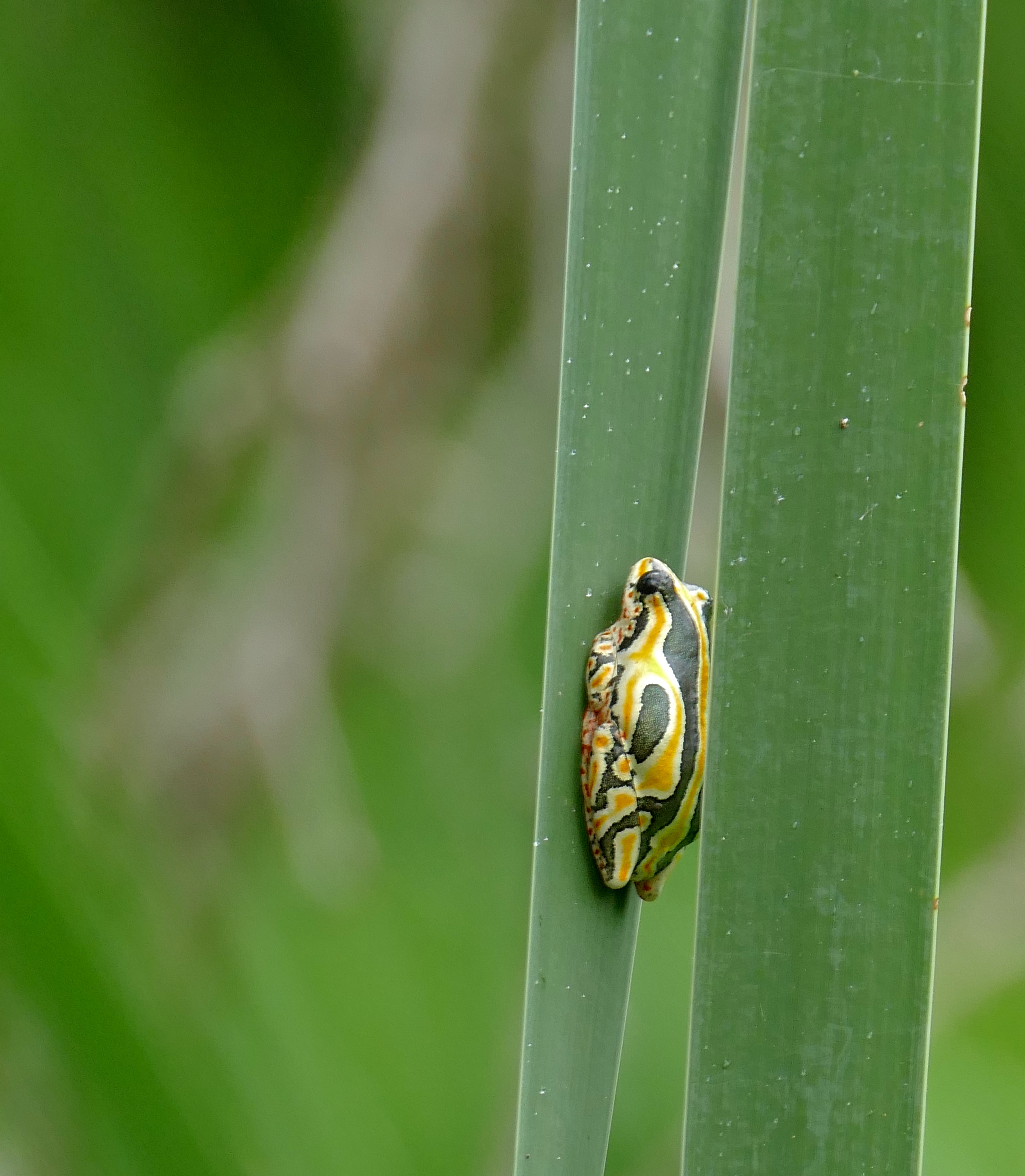
Rákosnička mramorovaná v Krugerově národním parku

Páření probíhá převážně během října až února, tedy v období dešťů, samci se však mohou ozývat celoročně. O rozmnožování rákosničky mramorované bylo zjištěno největší množství informací mezi všemi žábami obývajícími Afriku. Samičky si většinou vyberou své partnery za několik hodin, přičemž dovedou lokalizovat zdroj zvuku, i pokud kváká více samců současně. Snaží se tak učinit rychle, neboť zde hrozí nebezpečí ze strany predátorů, jako jsou hadi; preferují proto hlavně nejhlasitější samce, zároveň volí samce izolované od ostatních. Následný amplexus – pozice při rozmnožování žab, kdy samec vyleze na samici a uchopí ji předníma nohama, zatímco samice začne klást vajíčka, která samec obyčejně v této pozici oplodňuje během kladení – je vyžádán dotekem a probíhá několik hodin. Samička naklade mezi 150 a 650 světležlutými vajíčky s hnědou špičkou. Čím větší samice, tím větší snůšky produkuje. Každé z vajíček měří 1,3 až 1,5 mm a samice je klade v malých skupinkách po dvaceti na rostlinstvo ve vodě. Další rozmnožování může nastat za dva nebo tři týdny; intervaly mezi pářeními závisí na příchodu dešťů. Pulci se vylíhnou za necelý týden a metamorfózy dosáhnou ve dvou měsících. Rodiče se o ně nestarají. V zajetí se jeden exemplář rákosničky mramorované dožil 4 let a devíti měsíců.
Během období sucha se rákosnička mramorovaná ukrývá převážně pod kameny, využívá i vybavení domů. V tuto dobu nepřijímá potravu a je odkázána na své energetické zásoby.

### Vpotravním řetězci
Rákosnička mramorovaná je insektivorní živočich – živící se hmyzem. Žába je jedním z likvidátorů škůdce Diaphorina citri řadícího se mezi polokřídlé, který způsobuje takzvané zelenání citrusů, díky čemuž je prospěšná pro člověka. Sama se pak stává kořistí řady jiných zvířat, například nykterys velkých (Nycteris grandis), patřících mezi netopýry, hadích druhů Philothamnus angolensis, Crotaphopeltis hotamboeia a Lycodonomorphus rufulus, ptáků, pavouků, ale i jiných druhů rákosniček náležejících do rodu Leptopelis. Před predátory prchá dlouhými a obratnými skoky, při nichž ukazuje svůj červený spodek těla, jenž predátory odrazuje.

## Ohrožení
Mezinárodní svaz ochrany přírody považuje druh za málo dotčený. Rákosnička mramorovaná obývá ve velké populaci rozsáhlý areál rozšíření včetně velkého množství chráněných oblastí, navíc je schopna se přizpůsobit mnoha typům přetvořených stanovišť. Přesto může být ohrožena odchyty pro obchod se zvířaty nebo ztrátou přirozeného prostředí. Mokřady jsou odvodňovány, na některých místech vysazovány lesy včetně blahovičníkových, s následným poklesem vodní hladiny. I přesto však tento druh nevyžaduje významnou péči ochránců přírody.